# Glenda Farrell
Pour les articles homonymes, voir Farrell.
Glenda Farrell est une actrice américaine née le 30 juin 1904 à Enid, Oklahoma (États-Unis), morte le 1er mai 1971 à New York (New York).

## Filmographie

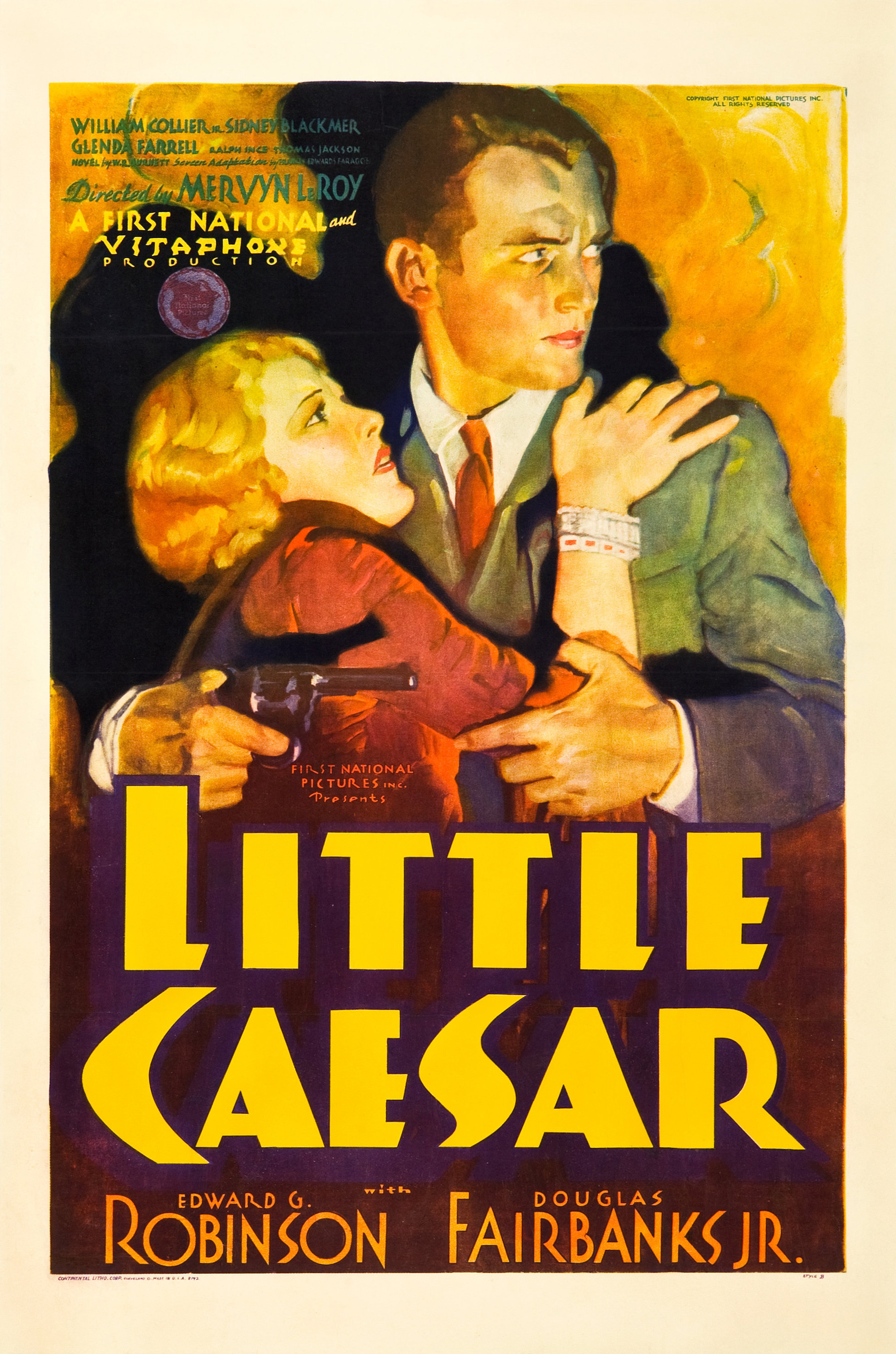
Le Petit César (1931).

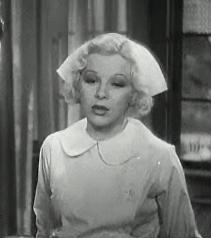
Dans Mary Stevens, M.D. (1933).

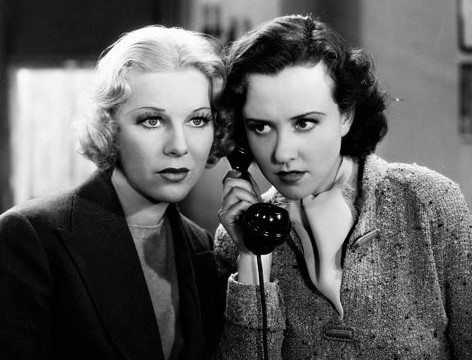
Avec Margaret Lindsay dans The Law in Her Hands (1936).

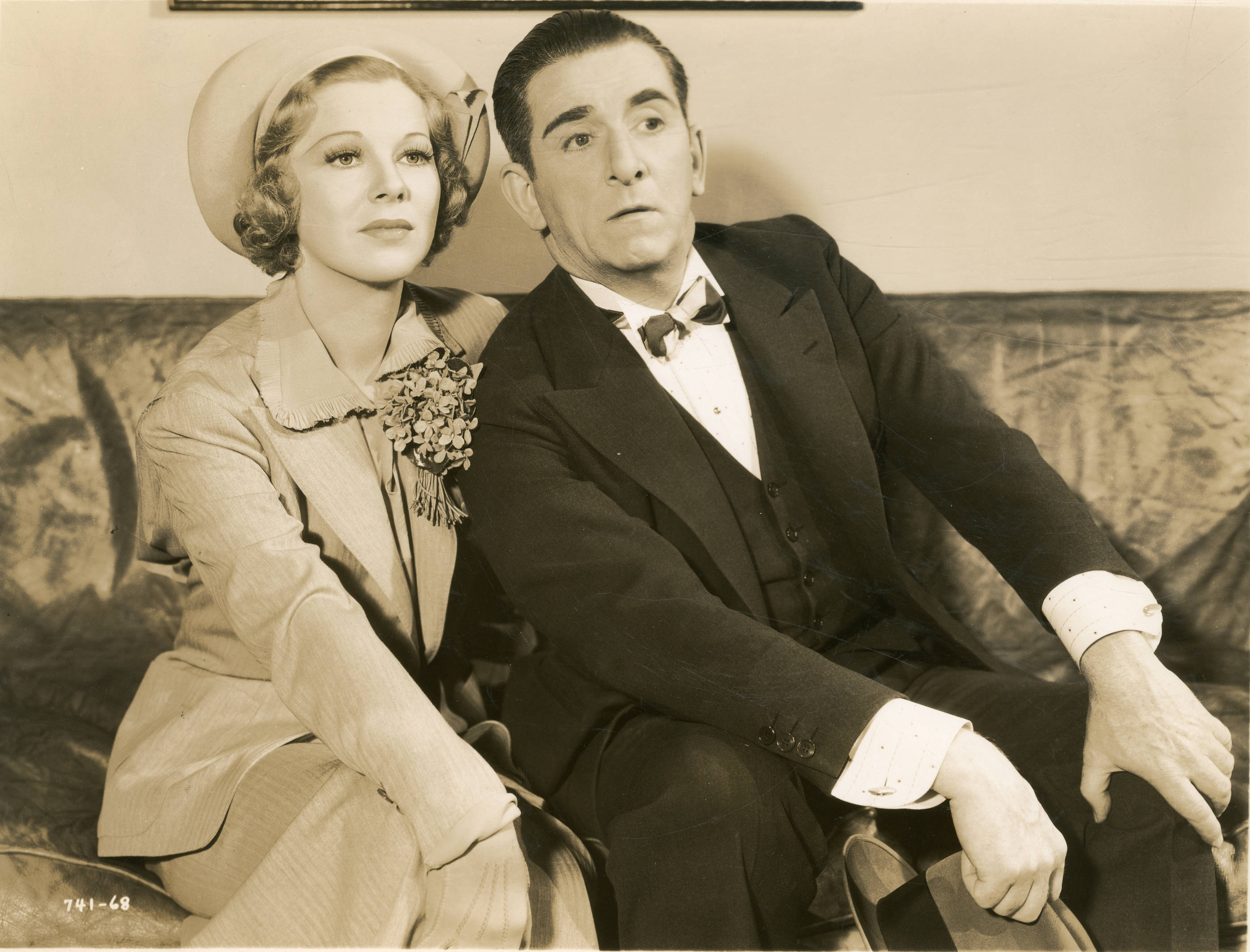
Avec Edward Everett Horton dans Nobody's Fool (1936).

- 1929 : Lucky Boy de Norman Taurog et Charles C. Wilson
- 1930 : The Lucky Break d'Arthur Hurley
- 1931 : Le Petit César (Little Caesar) de Mervyn LeRoy : Olga Strassoff
- 1932 : Dernières Nouvelles (en) (Scandal for Sale) de Russell Mack : Stella
- 1932 : La vie commence (Life Begins) de James Flood et Elliott Nugent : Florette Darien
- 1932 : Une allumette pour trois (Three on a Match) de Mervyn LeRoy : Mrs. Black
- 1932 : Je suis un évadé (I Am a Fugitive from a Chain Gang) de Mervyn LeRoy : Marie Woods
- 1932 : Le Roi des allumettes (The Match King) de William Keighley et Howard Bretherton : Babe
- 1933 : Masques de cire (Mystery of the Wax Museum) de Michael Curtiz : Florence Dempsey
- 1933 : Grand Slam de William Dieterle : Blondie
- 1933 : Girl Missing (en) : Kay Curtis
- 1933 : La Porte des rêves (The Keyhole) de Michael Curtiz : Dot
- 1933 : Le Signal (Central Airport) de William A. Wellman : Girl in Wreck
- 1933 : Gambling Ship de Louis J. Gasnier et Max Marcin  : Jeanne Sands
- 1933 : Mary Stevens, M.D. de Lloyd Bacon : Glenda Carroll
- 1933 : Grande Dame d'un jour (Lady for a Day) de Frank Capra  : Missouri Martin
- 1933 : Bureau des personnes disparues (Bureau of Missing Persons) de Roy Del Ruth : Belle Howard Saunders
- 1933 : Ceux de la zone (A man's castle) de Frank Borzage : Fay La Rue
- 1933 : Les Veuves de La Havane (Havana Widows) de Ray Enright : Sadie Appleby
- 1934 : The Big Shakedown de John Francis Dillon : Lily 'Lil' Duran
- 1934 : On a tué ! (Hi, Nellie!) de Mervyn LeRoy : Gerry Krale
- 1934 : Dark Hazard (en) d'Alfred E. Green : Valerie 'Val' Wilson
- 1934 : J’écoute (I've Got Your Number) de Ray Enright : Bonnie, aka Madame Francis
- 1934 : Heat Lightning (en) de Mervyn LeRoy : Mrs. 'Feathers' Tifton
- 1934 : Merry Wives of Reno (en) de H. Bruce Humberstone : Bunny Fitch
- 1934 : The Personality Kid (en) d'Alan Crosland : Joan McCarty
- 1934 : Kansas City Princess de  William Keighley : Marie Callahan
- 1934 : Mariage secret (The Secret Bride) de William Dieterle : Hazel Normandie
- 1935 : Chercheuses d'or de 1935 (Gold Diggers of 1935) de Busby Berkeley : Betty Hawes
- 1935 : Femmes d'affaires (Traveling Saleslady) de Ray Enright : Claudette Ruggles
- 1935 : Casino de Paris (Go Into Your Dance) d'Archie Mayo : Molly Howard, aka Lucille Thompson
- 1935 : In Caliente : Mis Clara Thorne
- 1935 : We're in the Money de Rudolf Ising : Dixie Tilton
- 1935 : Little Big Shot de Michael Curtiz : Jean
- 1935 : Miss Pacific Fleet : Mae O'Brien
- 1936 : Snowed Under : Daisy Lowell, Wife #2
- 1936 : The Law in Her Hands : Dorothy 'Dot' Davis
- 1936 : Nobody's Fool : Ruby Miller
- 1936 : High Tension (en) d'Allan Dwan : Edith McNeil
- 1936 : Here Comes Carter : Verna Kennedy
- 1936 : En parade (film) (Gold Diggers of 1937) de Lloyd Bacon : Genevieve 'Gen' Larkin
- 1937 : You Live and Learn : Mamie Wallis
- 1937 : Smart Blonde de Frank McDonald : Torchy Blane
- 1937 : Fly Away Baby : Torchy Blane
- 1937 : Dance Charlie Dance : Fanny Morgan
- 1937 : Déjeuner pour deux (Breakfast for Two) de Alfred Santell : Carol Wallace
- 1937 : The Adventurous Blonde : Torchy Blane
- 1937 : Hollywood Hotel de Busby Berkeley : Jonesie
- 1938 : Blondes at Work : Torchy Blane
- 1938 : Stolen Heaven de George Abbott : Rita
- 1938 : Échappé de prison (Prison Break) d'Arthur Lubin : Jean Fenderson
- 1938 : The Road to Reno : Sylvia Shane
- 1938 : Exposed de Harold D. Schuster : 'Click' Stewart
- 1938 : Torchy Gets Her Man : Torchy Blane
- 1939 : Torchy Blane in Chinatown : Torchy Blane
- 1939 : Torchy Runs for Mayor : Torchy Blane
- 1942 : Johnny, roi des gangsters (Johnny Eager) de Mervyn LeRoy : Mae Blythe Agridowski
- 1942 : Twin Beds : Sonya Cherupin
- 1942 : La Justice des hommes (The Talk of the Town) de George Stevens : Regina Bush
- 1943 : La Cité sans hommes (City Without Men) de Sidney Salkow : Billie LaRue
- 1943 : A Night for Crime : Susan
- 1943 : Klondike Kate (en) de William Castle : Molly
- 1944 : Ever Since Venus : Babs Cartwright
- 1947 : Heading for Heaven : Nora
- 1948 : Les Liens du passé (I Love Trouble) de S. Sylvan Simon : Hazel Bixby
- 1948 : Mary Lou : Winnie Winford
- 1948 : Lulu Belle de Leslie Fenton : Molly Benson
- 1952 : Apache War Smoke : Fanny Webson
- 1953 : Girls in the Night de Jack Arnold : Alice Haynes
- 1954 : Le Secret des Incas (Secret of the Incas) de Jerry Hopper : Mrs. Winston
- 1954 : Suzanne découche (Susan Slept Here) de Frank Tashlin : Maude Snodgrass
- 1955 : La Fille sur la balançoire (The Girl in the Red Velvet Swing) de Richard Fleischer : Mrs. Nesbit
- 1959 : Au milieu de la nuit (Middle of the Night) de Delbert Mann : Mrs. Mueller
- 1959 : The Bells of St. Mary's (en) de Tom Donovan (TV)
- 1961 : A String of Beads (TV)
- 1964 : Salut, les cousins (Kissin' Cousins) de Gene Nelson : Ma Tatum
- 1964 : Jerry chez les cinoques (The Disorderly Orderly) de Frank Tashlin : Dr Jean Howard
- 1964 : Bonanza saison 5 épisode 23 (La pure vérité/The pure truth) : Lulabelle 'Looney' Watkins
- 1968 : Tiger by the Tail de R. G. Springsteen : Sarah Harvey